# Шестидесятеричная система счисления
Шестидесятери́чная систе́ма счисле́ния — позиционная система счисления по целочисленному основанию 60. Изобретена шумерами в III тысячелетии до н. э., использовалась в древние времена на Ближнем Востоке.

## Исторический очерк
С одной стороны, шестидесятеричная система удобна тем, что основание системы делится нацело на 2, 3, 4, 5, 6, 10, 12, 15, 20, 30. С другой стороны, наличие 60 цифр создаёт многочисленные неудобства (скажем, таблица умножения насчитывала 1770 строк на глиняных табличках), так что использовавшим эту систему финикийским и вавилонским математикам пришлось разработать специальную технику записи цифр — число изображалось в позиционной 60-ричной системе, а его 60-ричные цифры — в аддитивной десятичной.
Происхождение шестидесятеричной системы неясно. По одной гипотезе (И. Н. Веселовский), она связана с применением счёта на пальцах. Существует также гипотеза О. Нейгебауэра (1927) о том, что после аккадского завоевания шумерского государства там долгое время одновременно существовали две денежно-весовые единицы: шекель (сикль) и мина, причём было установлено их соотношение 1 мина = 60 шекелей. Позднее это деление стало привычным и породило соответствующую систему записи любых чисел. И. Н. Веселовский выступил с критикой этой гипотезы, отметив, что шестидесятеричная система существовала у шумеров задолго до аккадского завоевания, ещё в IV тысячелетии до н. э. Другие историки оспаривают это утверждение Веселовского и на основании археологических находок доказывают, что исконная числовая система шумеров (в IV тысячелетии до н. э.) была десятичной. Французский историк Жорж Ифра в своей классической монографии «Всеобщая история чисел» (1985) аргументировал мнение, близкое к гипотезе Веселовского: шестидесятеричная система есть результат наложения двух более древних систем — двенадцатеричной и пятеричной. Археологические находки показали, что обе эти системы действительно реально использовались, а шумерские названия чисел 6, 7 и 9 обнаруживают следы пятеричного счёта, видимо, наиболее древнего.
Вавилонское государство также унаследовало шестидесятеричную систему и передало её, вместе с таблицами наблюдений за небом, греческим астрономам. В более позднее время шестидесятеричная система использовалась арабами, а также древними и средневековыми астрономами, в первую очередь, для представления дробей. Поэтому средневековые учёные часто называли шестидесятеричные дроби «астрономическими». Эти дроби использовались для записи астрономических координат — углов, и эта традиция сохранилась по сей день. В одном градусе 60 минут и в одной минуте 60 секунд.
Аль-Бируни был первым, кто разделил час на шестидесятеричные части: минуты, секунды, трети и четверти в 1000 году. Около 1235 года Иоанн Сакробоско продолжил эту традицию.

Огонь — 1⁄60 часть геенны огненной. Финиковый нектар — 1⁄60 часть манны небесной. Суббота — 1⁄60 часть рая. Сон — 1⁄60 часть смерти. Сновидение — 1⁄60 часть пророчества.
Оригинальный текст (иврит)אש אחד מששים לגיהנם דבש אחד מששים למן שבת אחד מששים לעולם הבא שינה אחד מששים למיתה חלום אחד מששים לנבואה‎
— Вавилонский Талмуд, Брахот 57 б
В XIII веке влиятельный ректор Парижского университета Пётр Филомен (он же Petrus de Dacia) выступил за повсеместное внедрение шестидесятеричной системы в Европе. В XV веке с аналогичным призывом выступил Иоганн Гмунден, профессор математики Венского университета. Обе инициативы остались без последствий.
Начиная с XVI века, десятичные дроби в Европе полностью вытесняют шестидесятеричные. Сейчас шестидесятеричную систему применяют при измерении углов и времени. Причём за пределами Европы, в КНР, шестидесятеричная система иногда используется не только для секунд и минут, но и для лет. Так, в пятом издании (2005 год) популярного в КНР словаря Сяньдай Ханьюй Цыдянь приведена таблица правителей с указанием года как по десятичной системе, так и иероглифического обозначения номера года в шестидесятилетнем цикле.

## Структура шестидесятеричного числа
Первый шестидесятеричный знак после запятой называется минута (′), второй — секунда (″). Ранее использовались названия терция (‴) для третьего знака, кварта для четвёртого знака, квинта для пятого знака и т. д. Название «минута» происходит от того же слова, что и «минимум» — обозначает «малая часть», а «секунда», «терция» и остальные являются порядковыми — «второе» деление на части, «третье» деление на части и т. п. Частей традиционно берётся по 60.

## Примеры использования
- 1 радиан ≈ 57°17′45″ = {\displaystyle \left(57+{\frac {17}{60}}+{\frac {45}{60^{2}}}\right)^{\circ }}.
- Николай Коперник в знаменитой работе «О вращениях небесных сфер» даёт значение сидерического года 365;15′24″10‴ дней, приблизительно 365,25671 дней.

## Вавилонская система счисления
Вавилонская система счисления применялась за две тысячи лет до н. э. Для записи чисел использовались всего два знака: стоячий клин  для обозначения единиц и лежачий клин  для обозначения десятков внутри шестидесятеричного разряда.
Таким образом, вавилонские цифры были составными и записывались как числа в десятеричной не позиционной системе счисления. Аналогичный принцип использовали индейцы Майя в своей двадцатеричной позиционной системе счисления. Для понимания записи числа между вавилонскими цифрами необходимы «пробелы».
 = 62,  = 122 и  = 129.
Система использовалась для записи как целых, так и дробных чисел.

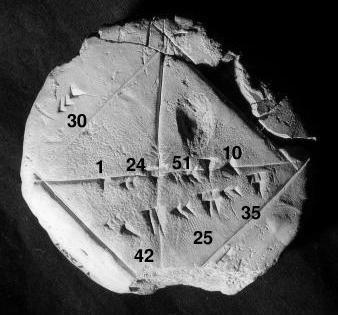
Вавилонская табличка с числом 1;24,51,10 — наиболее точным приближением квадратного корня из двух четырьмя шестидесятеричными цифрами

Вначале нуля не было, что приводило к неоднозначной записи чисел, и об их значении приходилось догадываться по контексту. Позже (между VI и III веком до нашей эры) появилось обозначение «нуля» , но только для обозначения пустых шестидесятеричных разрядов в середине числа. Заключительные нули числа не писались, и запись чисел оставалась неоднозначной.